# 甸中河
甸中河，位于中国云南省石屏县东北部，是大桥河右岸支流，发源于哨冲镇水瓜冲村莫测甸，蜿蜒东南流至龙朋镇清水塘村海马格转南流，至龙朋村转西南流，经甸中村，最后于哨冲镇落水洞村年扇冲（泥扇冲）以东汇入大桥河。河流全长33.6公里，流域面积200.3平方公里，是大桥河最大支流。